# بث (خواننده)
الیزابت رودرگاس کلز، معروف به بث، (تلفظ اسپانیایی: [bet] ; متولد ۲۳ دسامبر ۱۹۸۱) یک خواننده اسپانیایی است. بث در سوریا متولد شد. او پس از اتمام مدرسه، در بارسلون در رشته تئاتر موزیکال تحصیل کرد و مدتی در انگلستان زندگی کرد و همچنین در ماموریت‌های بشردوستانه در آفریقا شرکت کرد.